# Overall

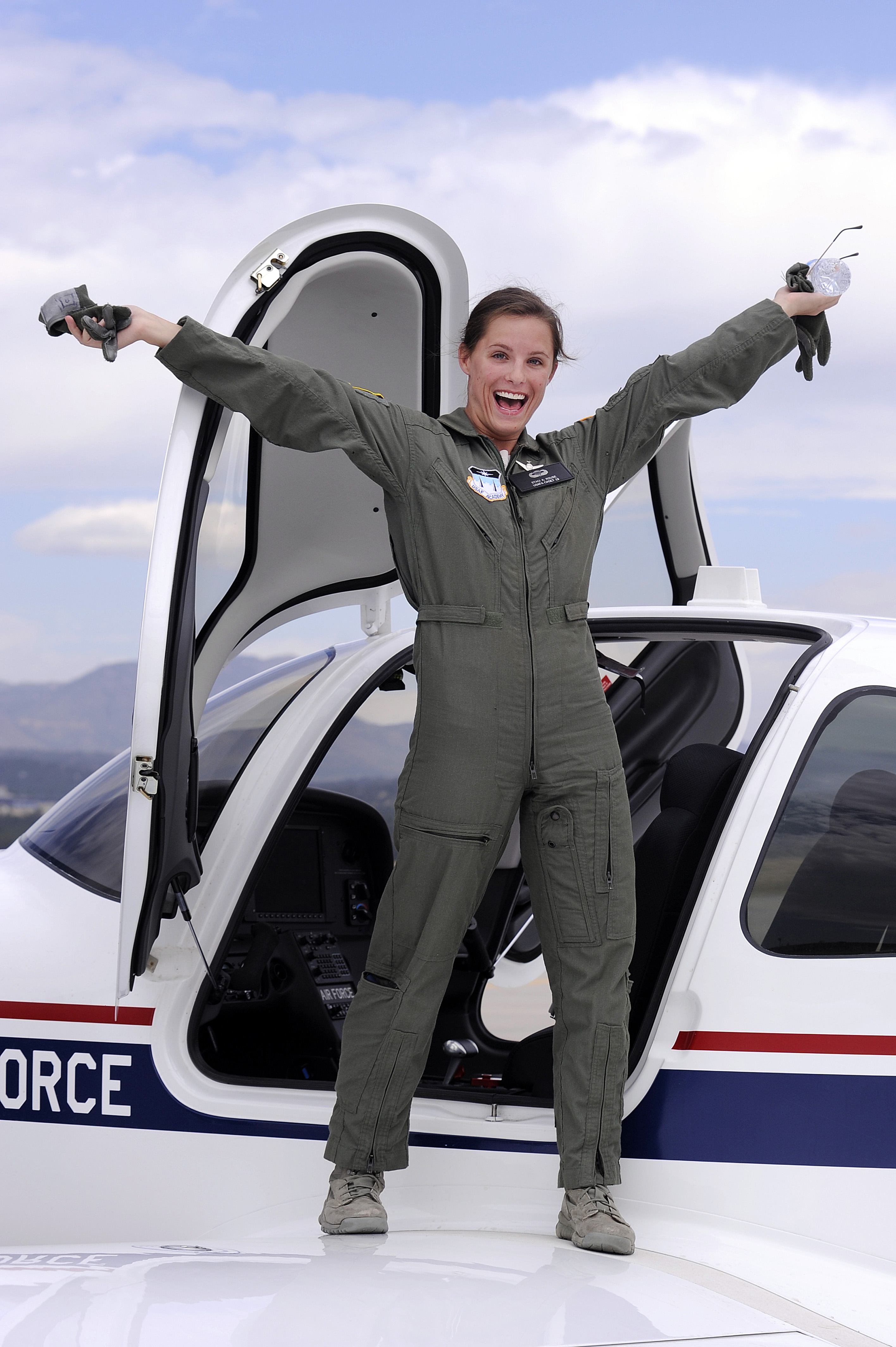
Flieger-Overall der United States Air Force

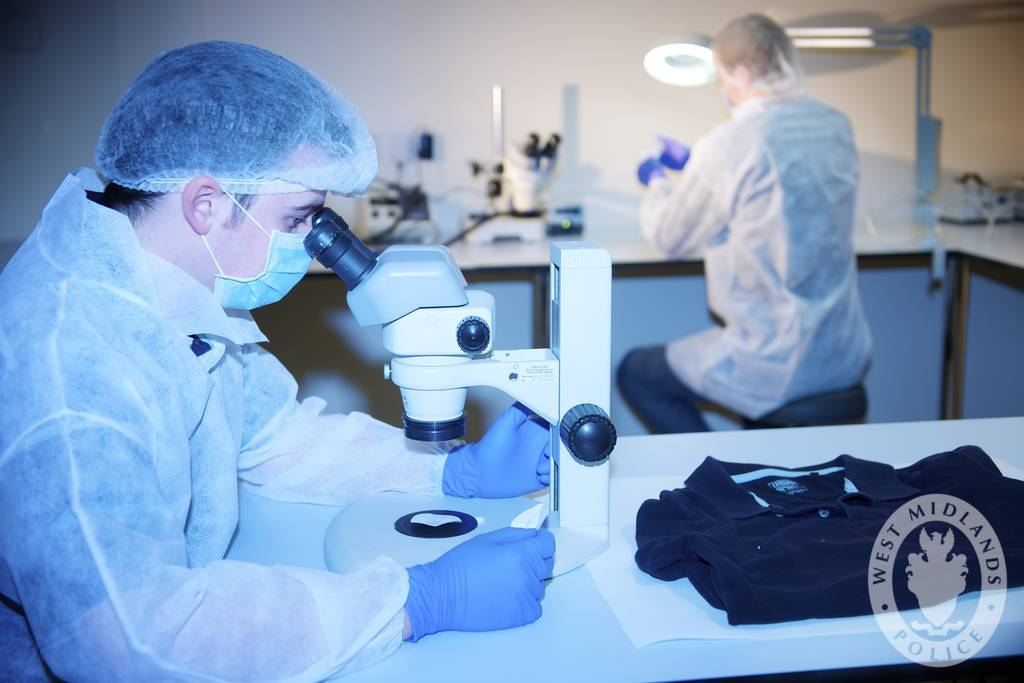
KTU Forensische Wissenschaft

Mit Overall (auch Kombination (Kombi), Ganzanzug oder Einteiler) wird im deutschen Sprachraum ein einteiliger locker sitzender Überzieher bezeichnet (englisch: over all: „über alles, über allem“), der den ganzen Körper mit Ausnahme von Kopf, Händen und Füßen bedeckt. Im englischen Sprachraum spricht man jedoch von Boilersuit und Coveralls, in der Binnenschifffahrt von Kesselpack. Erfunden wurde der Overall, um den Träger und seine Kleidung vor Schmutz (je nach Anwendungsbereich auch z. B. vor Feuer oder Chemikalien) zu schützen. Bei einem Overall sind die Öffnungen auf das Nötigste reduziert, weshalb eine Dichtigkeit einfacher herzustellen ist als bei mehrteiligen Anzügen mit Trennstellen. Dichtigkeit ist das oberste Kriterium für Schutz- und Trockenanzüge.

## Einsatzgebiete

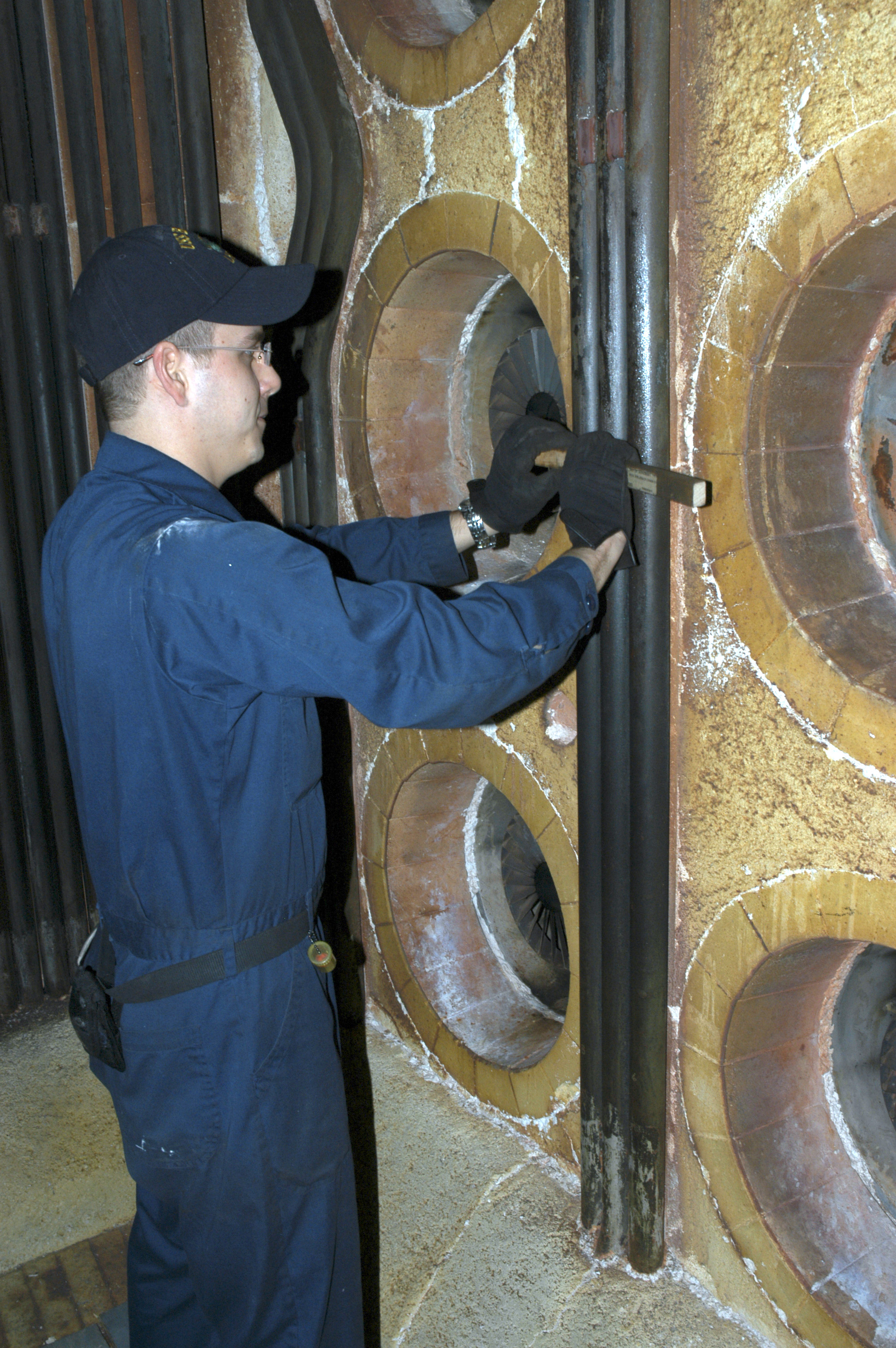
Overall als Berufsbekleidung

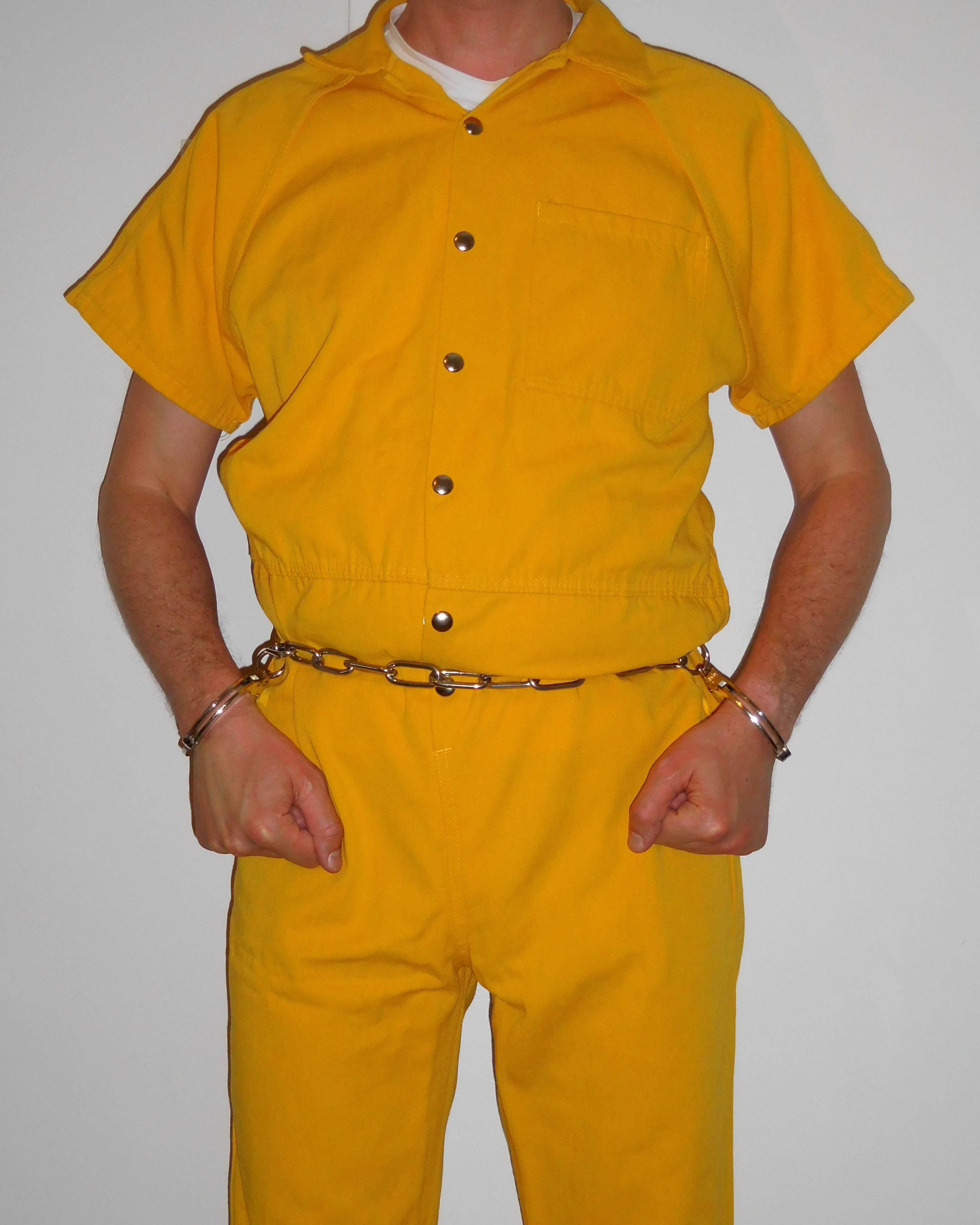
Häftling im knallgelben institutionellen Overall

Overalls kommen in einer Vielzahl von Streitkräften als Spezialbekleidung zum Einsatz. Ein Overall kann am Körper nicht verrutschen und benötigt keine Haltevorrichtungen wie Gürtel oder Hosenträger. Dadurch kann es auch keine Druckstellen geben. Der Overall war ursprünglich als reine Arbeitskleidung konzipiert. Heute ist er auch in der Mode vertreten.
Kulturgeschichtlich bekam der Overall bei den Konstruktivisten sowie bei der chinesischen Revolution besondere Bedeutung.

### Berufskleidung
Maximale Bequemlichkeit bei maximaler Beweglichkeit und Sicherheit (kein Verrutschen) ist bei anspruchsvollen Tätigkeiten gegeben. So gibt es Overalls z. B. für Piloten, Taucher, fast alle Sportarten sowie für viele Anwendungsfälle in Industrie und Handwerk. Auch Panzerfahrer tragen im Einsatz einen Overall, der im deutschen Soldatenjargon „Knochensack“ genannt wird.

### Schutzkleidung
Als Schutzkleidung ist der Overall weit verbreitet, da er als einziges Kleidungsstück (meist mit Kapuze, angesetzten Fußlingen und angeflanschten Handschuhen) gasdicht ausgeführt werden kann, um den Träger etwa vor gefährlichen Chemikalien (Chemieschutzanzug) oder dem Vakuum des freien Weltraums (Raumanzug) zu schützen.

### Unterwäsche
Als Underall wird manchmal ein Overall bezeichnet, der als Unterwäsche getragen wird, hier v. a. als Schutz vor tiefen Temperaturen. In den USA war der Underall (meist unter dem Namen union suit) wesentlich weiter verbreitet als in Europa, wird aber heute nur noch selten verwendet.

### Sportkleidung
Bei einigen Sportarten werden Overalls getragen, zum Beispiel beim Motorsport, Skifahren und Islandpferde reiten. Beim Fußball trägt der Torwart manchmal einen einteiligen Sportanzug, einen Torwartoverall.

### Schlafoverall
In den kälteren Gegenden der USA sind Overalls unter dem Namen blanket sleeper als Schlafwäsche verbreitet; sie werden vor allem (aber nicht nur) von Kindern getragen. Häufig bedecken diese Overalls wie bei einer Strumpfhose auch die Füße (engl.: footed sleeper). Im Gesäßbereich verfügen die Schlafoveralls oft über eine Öffnung, die den Gang auf die Toilette erleichtert, so dass der Overall nicht ausgezogen werden muss. Die Öffnung lässt sich (meist mit Druckknöpfen) durch eine Klappe aus Stoff verschließen (engl.: drop seat).

### Pflegeoverall

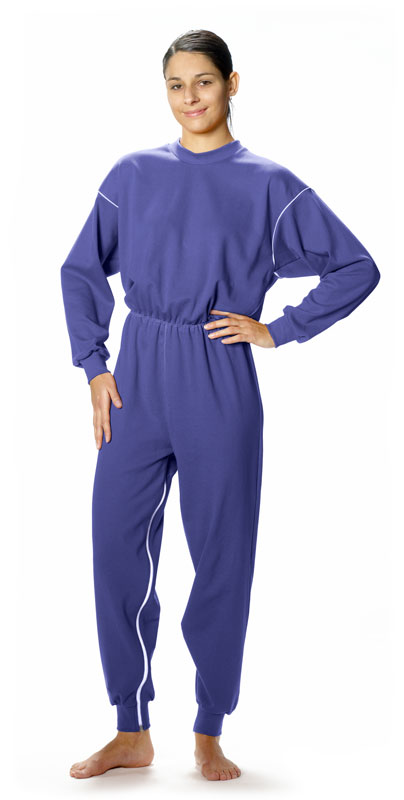
Pflegeoverall

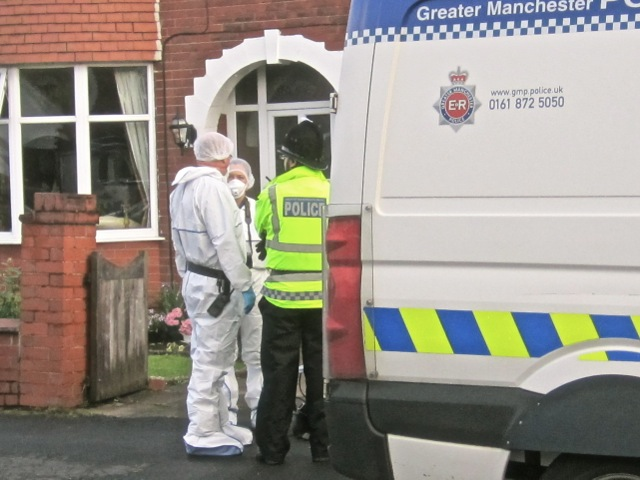
Overall in der KTU

Pflegeoveralls werden vor allem im Bereich der Altenpflege verwendet. Während Overalls normalerweise durch einen senkrecht vom Hals bis zum Schritt verlaufenden Reißverschluss oder eine Knopfleiste verschlossen werden, weisen Pflegeoveralls einen Reißverschluss auf, der an einem der unteren Beinabschlüsse beginnt, dann an der Innenseite des Beins bis zum Schritt und an der Innenseite des anderen Beins bis zum anderen Beinabschluss verläuft. Der Pflegeoverall wird über den Kopf gezogen und dann mit Hilfe des Reißverschlusses geschlossen. Dies hat einerseits den Vorteil, dass dem Patienten die Schutzhosen gewechselt werden können, ohne dass der Pflegeoverall ausgezogen werden muss, und sich andererseits der Patient nur schwer selber entkleiden kann. Ein Nachteil bei Pflegeoveralls mit Reißverschluss im Schritt entsteht, wenn dieser – verschmutzt – wieder über den Kopf ausgezogen werden muss. Dafür gibt es Pflegeoveralls mit Reißverschluss in der Taille, bei welchen die Hose abgetrennt und nach unten entfernt werden kann. Bei verwirrten Patienten kann der Pflegeoverall so manchmal eine Fixierung ersetzen. Pflegeoveralls mit Reißverschluss am Rücken werden bei besonders aktiven Patienten eingesetzt, die den Reißverschluss im Schritt öffnen können.
Folgende Platzierungen für Reißverschlüsse werden als sinnvoll angesehen:

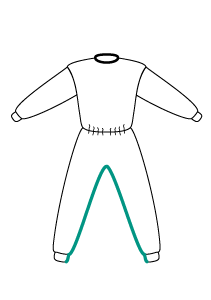
Im Schritt
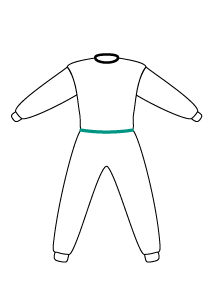
In der Taille
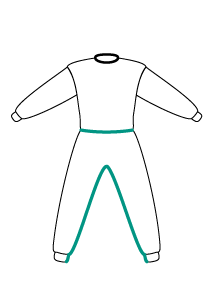
Taille und Schritt
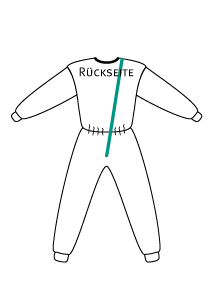
Am Rücken

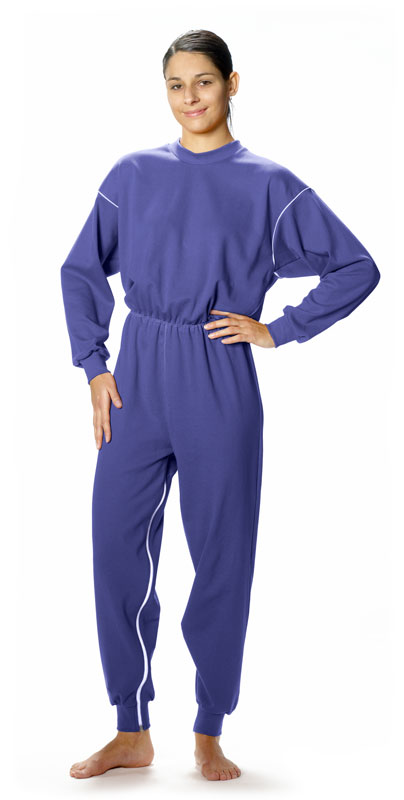
Im Schritt
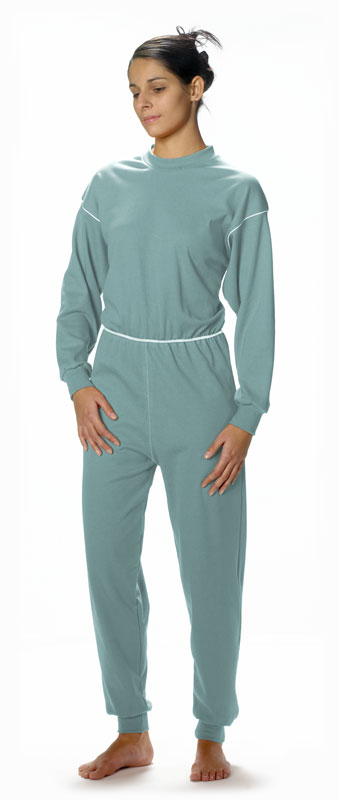
In der Taille
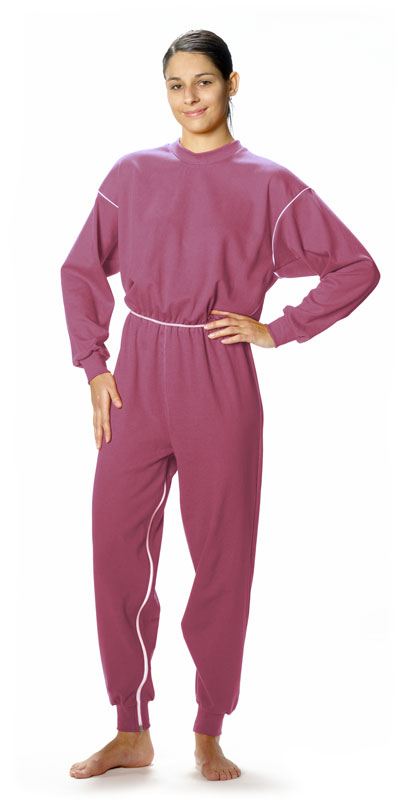
Taille und Schritt
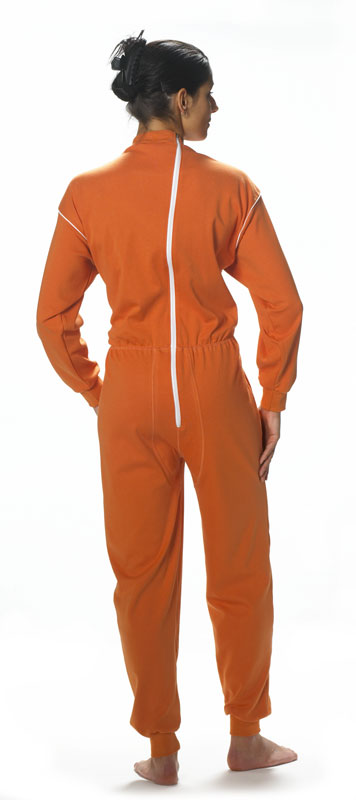
Am Rücken

### Reißfester Fixieroverall
Anwendung findet diese Art von Schutzbekleidung in der Pflege von Senioren und Menschen mit Behinderung oder Zwangsstörung und dienen wirkungsvoll der Vermeidung und Vorbeugung von Fremd- und Autoaggressionen (Kratzen, Beißen, zwanghaftes Ausziehen, Schlagen ins Gesicht, Kotschmieren, Zerreißen von Kleidung etc.). Die Fixieroveralls sind auf der Rückseite ausgestattet mit Reißverschluss und einer Lasche für Fixierknöpfe. Sie unterbinden z. B. Kotschmieren oder zwanghaftes Entkleiden. An den Ärmel- und Beinenden befinden sich weitere Ösen zur Anbringung von Fixierknöpfen, so dass ein Ausziehen des Overalls zusätzlich verhindert wird.
Wird durch die Anwendung eines solchen Overalls die Bewegungsfreiheit des Betreffenden gegen dessen Willen eingeschränkt, handelt es sich um eine freiheitsentziehende Maßnahme, die in Deutschland beim Betreuungsgericht beantragt werden muss, wenn die Fixierung länger als 30 Minuten dauert. In Österreich ist dafür das Bezirksgericht zuständig.